# 知道夫人
知道夫人（?—?）朴氏，又作如刁夫人，新羅第25代君主真智王的夫人，第29代君主武烈王的祖母。
知道夫人是起烏公的女儿。嫁给了真智王金舍轮。真興王三十七年（576年），真兴王去世，其子金舍轮即位为真智王。真智王四年（579年），真智王被废黜，后代夺去圣骨资格，成为真骨。真智王兄长铜轮太子的儿子金白淨即位为真平王。真德王八年（654年，唐高宗永徽五年），真智王和知道夫人的孙子金春秋即位为武烈王。

## 家族
- 祖父：洪器公
- 祖母：善兮夫人
  - 父亲：起烏公
- 外祖父：朴英失
- 外祖母：玉珍宮主金氏
  - 母亲：興道夫人
    - 丈夫：真智王
      - 儿子：金龍春
      - 儿媳：天明公主
        - 孙子：太宗武烈王金春秋

    - 丈夫：天柱公，真兴王的儿子
      - 儿子：廉長公，第17代风月主